# Dirk Kruse

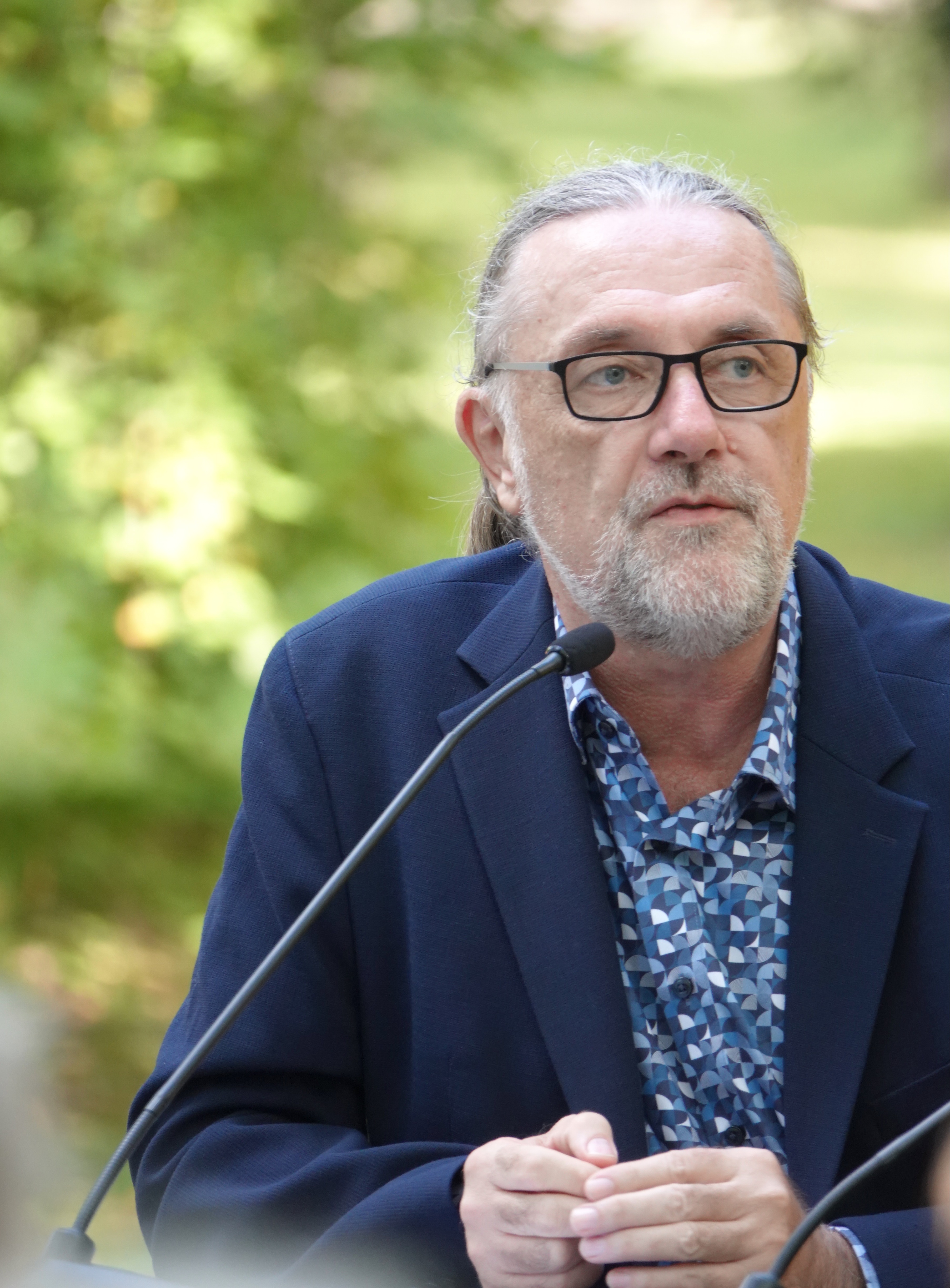
Dirk Kruse 2022

Dirk Kruse (* 6. Januar 1964 in Geesthacht) ist ein deutscher Journalist und Schriftsteller.

## Leben und Wirken
Dirk Kruse wuchs in Schleswig-Holstein auf und machte in Schwarzenbek sein Abitur. Nach einer Krankenpflegeausbildung in Hamburg studierte er Politikwissenschaft, Germanistik und Theaterwissenschaft in Erlangen. Seit 1995 arbeitet er hauptberuflich beim Bayerischen Rundfunk in Nürnberg. Dort ist er unter anderem als Literatur- und Theaterkritiker, Moderator und Nachrichtenreporter tätig. Als Schriftsteller hat er die Kriminalliteratur um den bibliophilen Gentleman-Detektiv Frank Beaufort ergänzt. Dirk Kruse arbeitet außerdem als freier Moderator sowie als Lehrkraft an der Hochschule Ansbach.

## Werke
- Zur Rezeptionsgeschichte von „Arthur Aronymus und seine Väter“. Essay. In Mein Herz – Niemandem. Else Lasker-Schüler-Almanach. Peter Hammer Verlag, 1993, ISBN 978-3-87294-545-7.
- Der Seiltänzer über der Stadt. Portrait des Graphikers und Buchkünstlers Alfred Finsterer. Essay. In: Alfred Finsterer: Graphiken zur Bibel. Nürnberg 1994, ISBN 978-3-929551-86-0.
- Picknick mit Poeten. Ein Streifzug über das 25. Erlanger Poetenfest. Hörbuch. Edition Spielbein, 2005, ISBN 978-3-938903-02-5.
- Tod im Augustinerhof. Kriminalroman. ars vivendi verlag, Cadolzburg 2008, ISBN 978-3-492-25797-8.
- Smoking, Kurzkrimi in Postcard-Stories. Crime 2, ars vivendi verlag, 2008, ISBN 978-3-89716-922-7.
- Antipodische Aphorismen. Bibliophile Edition, Nürnberger Handpressentreffen, 2008.
- Requiem: Frank Beauforts zweiter Fall. ars vivendi verlag, Cadolzburg 2009, ISBN 978-3-89716-200-6.
- Der Fall des Faktotums. Kriminalerzählung. In: Tatort Franken. ars vivendi verlag, Cadolzburg 2009, ISBN 978-3-89716-930-2.
- Beichte eines Mörders. Mit 27 farbigen Originalgraphiken von Anja Tchepets. Kriminalerzählung. Quetsche Verlag, Witzwort 2010, ISBN 978-3-939307-28-0.
- Last Exit. Kurzgeschichte. In: Zug um Zug – Eisenbahn Postcard-Stories. ars vivendi verlag, Cadolzburg 2010, ISBN 978-3-89716-404-8.
- Meine wunderbare Buchhandlung. (Hrsg.) Mit Erzählungen von Claire Beyer, Gerhard Falkner, Ulla Hahn, Eckhard Henscheid, Robert Menasse, Martin Suter, u. a. ars vivendi verlag, Cadolzburg 2010, ISBN 978-3-86913-037-8.
- Gänsemord in Ochsenschenkel. Kriminalerzählung. In: Der Pelzmärtelmörder. Krimis aus Franken zur Weihnachtszeit. ars vivendi verlag, Cadolzburg 2010, ISBN 978-3-86913-045-3.
- Herrn Meyers Obsessionen. Ein Krimi in fünf Brillen. Kriminalerzählung. In Tatort Franken, No. 2. ars vivendi verlag, Cadolzburg 2011, ISBN 978-3-86913-061-3.
- Tod im Botanischen Garten – Frank Beauforts dritter Fall. ars vivendi verlag, Cadolzburg 2012, ISBN 978-3-86913-170-2.
- Tod in der Gustavstraße –  12 fränkische Kurzkrimis. ars vivendi verlag, Cadolzburg 2021, ISBN 978-3-7472-0210-4.